# Аюттхая

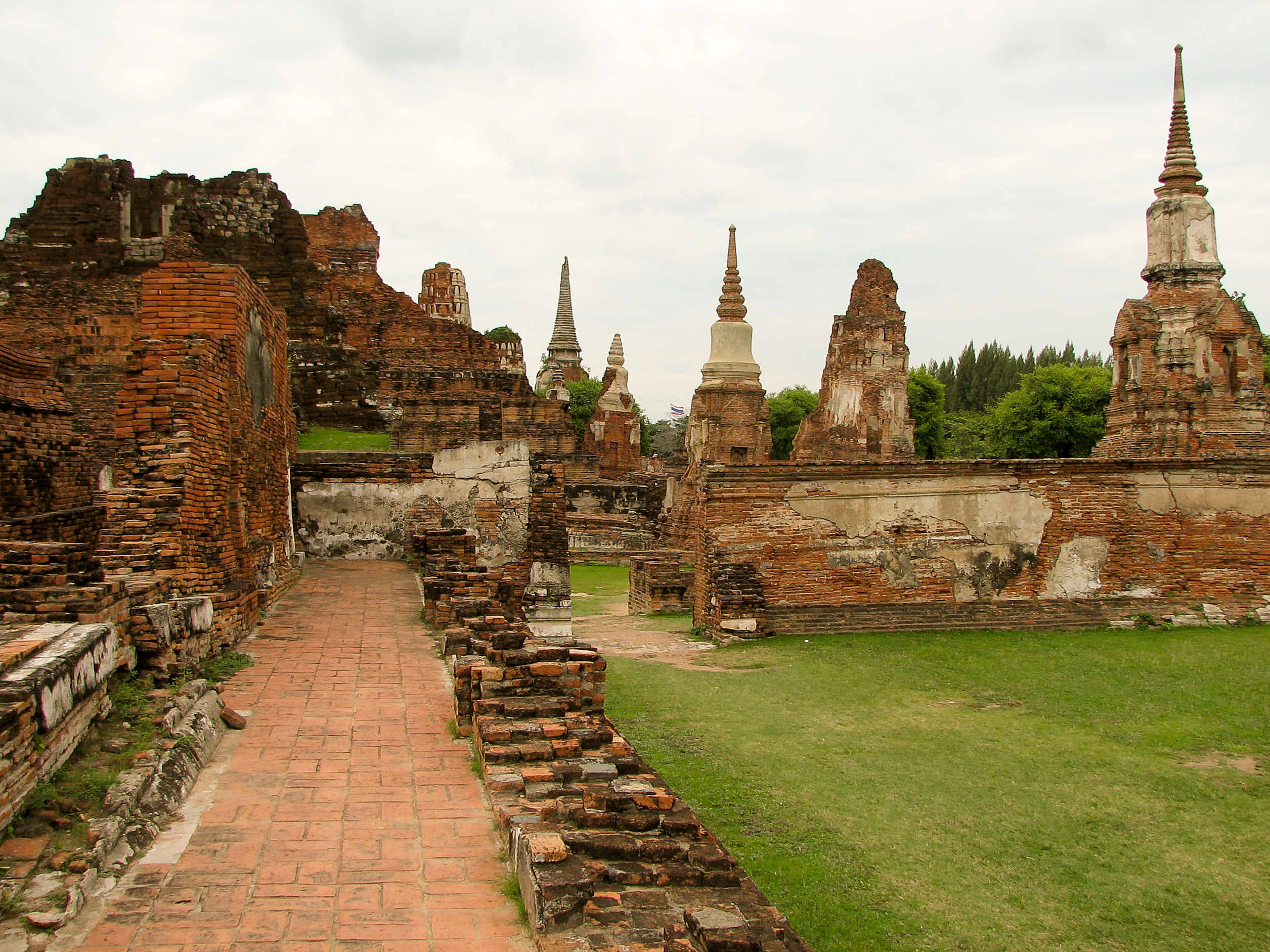
Історичний парк

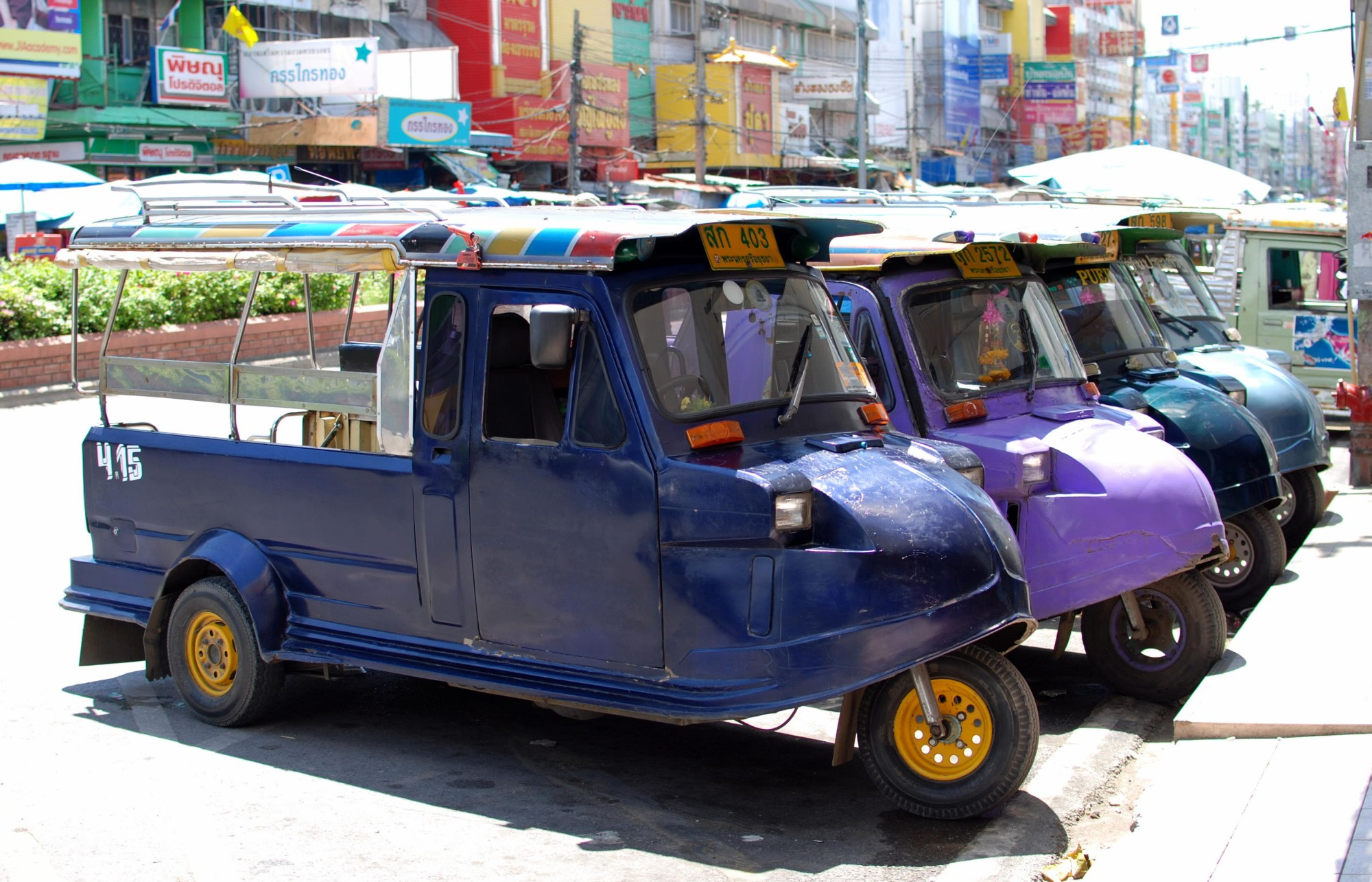
Тук-туки на вулицях міста

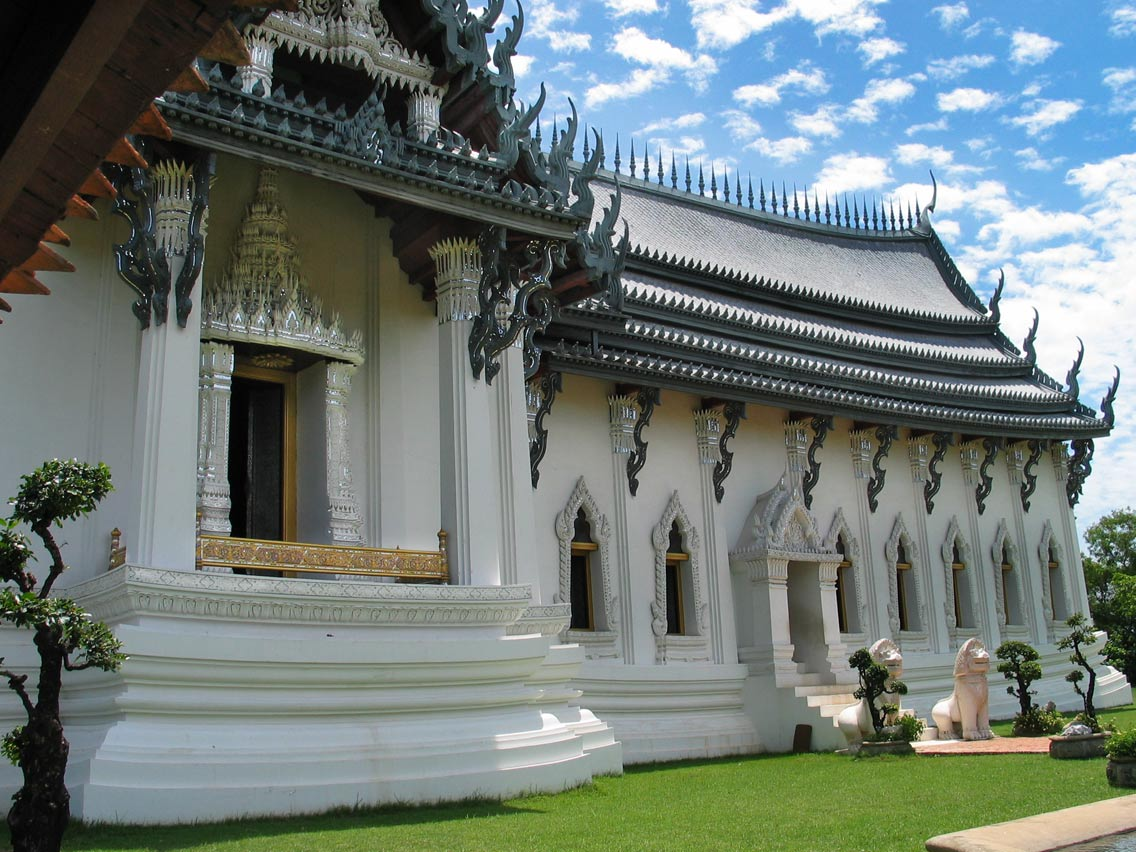
Санпхет Прасат (королівський палац), Модель а старому місті, Бангкок

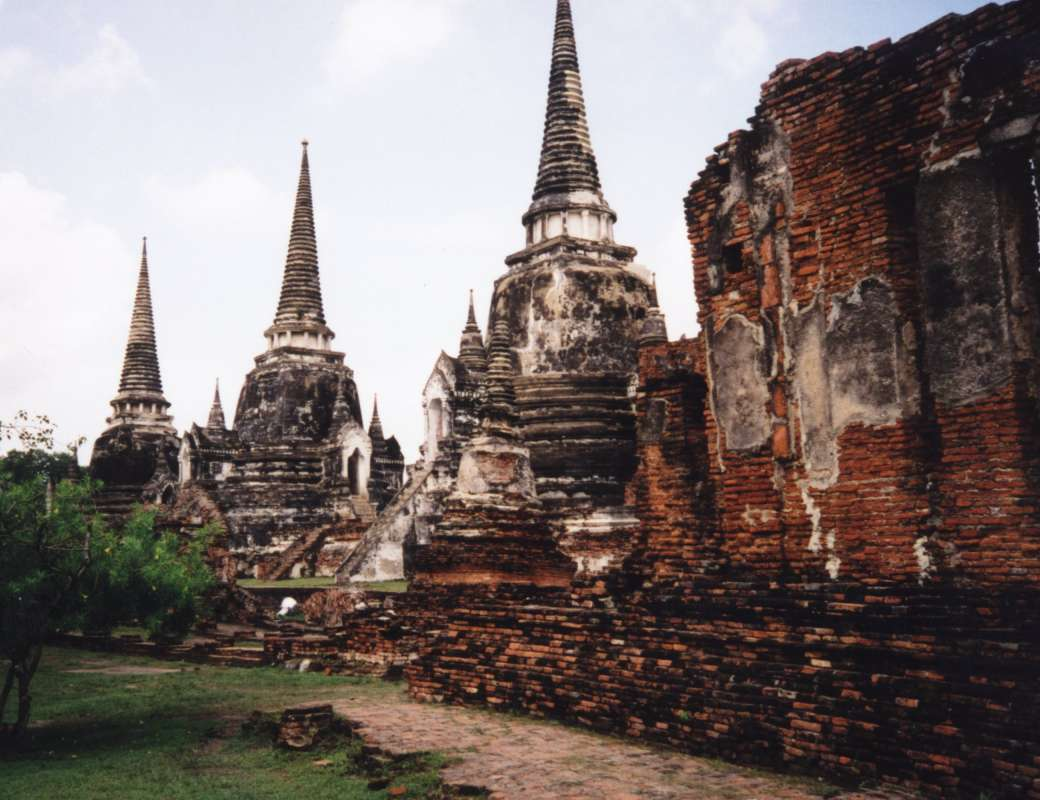
Ват Пхра Сі Санпхет

Аюттхая (Аютія, Аюдхая, Аюттайя, Аюдх'я, повне ім'я Пхра Накхон Сі Аюттхая, тай. พระนครศรีอยุธยา) — місто в Таїланді, столиця  однойменної провінції. Знаходиться поруч з Бангкоком, в 100 км на північ від нього. Стародавня столиця  царства Аютія, попередника Сіаму. Населення близько 65 тис. жителів.

## Назва
Назва Аюттхая походить з мови санскрит. Айодгйа — таку назву мала легендарна столиця давньоіндійської держави Кошала, батьківщини бога Рами, описаного у поемі «Рамаяна».

## Географія
Центральна частина Аюттхаї лежить на природному острові шириною в 4 кілометри, що омивається річками Чаопхрая, Пасак і Лопбурі.

## Історія
Аютхая, або Пхра Накхон Сі Аюттхая було засновано 1350 року Утхонгом (Раматхібоді I) після того як сусіднє місто Лопбурі спустошила епідемія віспи. Король подорожував з військом і знайшов острів, оточений рисовими полями та річками, що давали вихід на море. Тут він заснував нову столицю.
Населення жило переважно на човнах у широкій системі каналів та річок. До 1700 в місті жило понад 1 млн людей. До руйнування бірманською армією 1767 року це місто було найбільшим на Землі.
У 1608 році голландці збудували свій район у місті. Відомо, що у місті також було поселення португальців і японців, що слугували найманими охоронцями короля.
Зараз Аюттхая — адміністративний центр провінції Аюттхая.
У 2011 році місто затопило на 3 місяці. Вода піднялася на 3 метри. Повінь завдала значних збитків населенню.

## Населення
У місті проживає близько 60000 населення.

## Туризм
Історична частина міста (Аютія) у 1976 році була проголошена історичним парком, а з 1991 року є об'єктом Світової спадщини ЮНЕСКО.
Переважно туристи приїжджають у Аюттхаю на один день.
Храмові комплекси мають окремий вхід з окремою вхідною платою. Для іноземців вхід в усі об'єкти коштує у 3-5 разів більше ніж для місцевих. Оскільки територія історичної частини досить велика, туристам пропонують орендувати велосипед.

## Центр міста
- Центр історичних досліджень Аюттхаї.
- Ayutthaya Rajabhat University (ARU)
- Палац Чан Касем англ. Chan Kasem — Збудований у 1577 році. Відновлений у XIX ст.
- Національний музей Чао Сам Пхрая англ. Chao Sam Phraya — містить викопні артефакти, вироби, зброю та коштовності.
- Музей човнів — містить копії традиційних тайських човнів.
- Wang Luang
- Храм Чаі Ваттзанарам англ. Wat Chai Watthanaram — побудований у кхмерському стилі між 1630—1650 років.
- Храм Локкаясутхра англ. Wat Lokaya Sutharam — на території збереглася велична 42 метрова кам'яна скульптура лежачого Будди.
- Храм Махатхат англ. Wat Mahathat — був найважливішим храмом королівства Аюттхаї. Велетенський пранг у центрі обвалився і зараз на його місці руїни. Храм Махатхат містить туристичний символ Аюттхаї — голову Будди, що вросла у корені баньяну.
- Wat Na Phra Men
- Wat Phanan Choeng
- Храм Пхра Рам англ. Wat Phra Ram — На території зберігся величний пранг у кхмерському стилі, на який можна залізти по крутих кам'яних сходах. З прангу відкривається гарний вигляд на історичну частину Аюттхаї.
- Храм Пра Сі Санпхет англ. Wat Phra Si Sanphet та королівський палац — містив 16 метрову покриту золотом скульптуру Будди, яку після падіння Аюттхаї переплавили на 160 кілограм золота. Сьогодні можна оглянути три монументальні ступи і руїни палацу.
- Wat Phutthaisawan
- Wat Phuttai Sawan
- Храм Ратчабурана англ. Wat Ratchaburana — На території зберігся величний пранг у кхмерському стилі. Місце поховання дітей короля Інтарача I (роки правління 1409—1424). Після його смерті двоє старших синів вирішили змагатися у битві на слонах під час якої обидва загинули. Трон перейшов до наймолодшого сина Боромморачатхірата II (правліеея 1424—1448), який наказав на місці битви збудувати храм. У поховальній камері прангу були заховані коштовності, які розграбували у XIX сторіччі місцеві жителі, підкупивши охорону археологів. Лише частину їх вдалося повернути. Поховальна камера прикрашена фресками.
- Wat Suwan Dararam
- Wat Thammikarat
- Wihan Phra Mongkhon Bophit — великий хол для медитації з 12 метровою головою Будда, що була пошкоджена під час пожежі 1706 року. Відновлений 1990 року. Центр паломництва тайських буддистів.
- St. Joseph's Church
- Японське село — містить експонати з інших країн, що потрапили до Аюттхаї.
- Голландський інформаційний центр